# Xylopia sahafariensis
Xylopia sahafariensis Cavaco & Keraudren – gatunek rośliny z rodziny flaszowcowatych (Annonaceae Juss.). Występuje endemicznie na Madagaskarze. 

## Morfologia
PokrójZimozielone drzewo dorastające do 10–20 m wysokości. Młode pędy są owłosione.
LiścieMają lancetowaty kształt. Mierzą 6,5 cm długości oraz 2–2,5 szerokości. Ogonek liściowy jest nagi i dorasta do 5 mm długości.
KwiatySą pojedyncze. Rozwijają się w kątach pędów. Działki kielicha są owłosione, mają owalny kształt i dorastają do 9–10 mm długości. Płatki mają lancetowaty kształt i dorastają do 10 mm długości. Są owłosione, prawie takie same. Słupków jest do 2 do 3. Są nagie i mierzą 2 mm długości.

## Biologia i ekologia
Rośnie w lasach.